# Sascha Jusufi
Sascha Jusufi (født 20. januar 1963 i Beograd, Jugoslavien) er en jugoslavisk-født tysk tidligere fodboldspiller (midtbane).
Jusufi startede sin karriere hos Bayer Uerdingen, og spillede senere for FC Saarbrücken, Hamburger SV og Schalke 04. Hos Hamburg var han i 1987 med til at vinde DFB-Pokalen.

## Titler
DFB-Pokal
- 1987 med Hamburger SV